# Arcaicam Esperantom
Arcaicam Esperantom, o "Esperanto Arcaico", è una lingua artistica, dialetto dell'Esperanto creato da Manuel Halvelik (pseudonimo de Kamiel Vanhulle) con lo scopo di ridargli il senso di lingua arcaica. Poiché il dialetto contiene i casi grammaticali come il dativo e il genitivo, si può più facilmente e direttamente tradurre le frasi da lingue come il latino. Halvelik scrisse un libro sul suo dialetto nel 1969.
A causa della breve storia dell'Esperanto, gli scrittori esperantofoni usano molti rimedi per chiarire la forma primitiva della lingua: ad esempio usano modi di dire fuori moda o che si conoscono nel Protoesperanto. Perciò Halvelik decise di pianificare una lingua, che apparisse quasi come la prima forma dell'Esperanto.
L'autore decise di non toccare troppo il vocabolario e la grammatica. Perciò la maggior parte dei cambiamenti interessano le finali, le particelle avverbiali e i correlativi. In più, ha aggiunto due casi (dativo e genitivo), lasciando però la combinazione "preposizione + nominativo" poiché esiste già in diverse lingue indoeuropee, principalmente neolatine. Lo scopo di Manuel Halvelik era, come già quello di Kálmán Kalocsay, di creare un protoesperanto più latino per le molte radici latine e neolatine dell'Esperanto.

## Differenze tra Esperanto e Arcaicam Esperantom

### Lettere
| Lettera in Esperanto | Nuova forma              | Esempio             | In Esperanto    | In Italiano     |
| -------------------- | ------------------------ | ------------------- | --------------- | --------------- |
| c                    | tz                       | stziar              | scii            | sapere          |
| ĉ                    | ch                       | achetir             | aĉeti           | acquistare      |
| f                    | ph                       | Apherom             | afero           | affare          |
| g                    | g ma gu davanti a i ed e | aguir, Domegom      | agi, domego     | agire, palazzo  |
| ĝ                    | gh                       | Ghardenom           | ĝardeno         | giardino        |
| ĥ                    | qh                       | Qhaosom             | ĥaoso           | caos            |
| j                    | y                        | Yaroy               | jaroj           | anni            |
| ĵ                    | zh                       | Zhoquerom           | ĵokero          | jolly           |
| k                    | c ma qu davanti a i ed e | Zhoquerom, Castelom | ĵokero, kastelo | jolly, castello |
| ŝ                    | sh                       | Shipom              | ŝipo            | nave            |
| ŭ                    | ù                        | Haùtom              | haŭto           | pelle           |
| v                    | w                        | Wagonarom           | vagonaro        | treno           |

### Combinazioni di Lettere
| Combinazione in Esperanto | Nuova forma | Esempio | In Esperanto | In Italiano |
| ------------------------- | ----------- | ------- | ------------ | ----------- |
| aŭ                        | aù          | Aùtom   | aŭto         | auto        |
| eŭ                        | eù          | Eùropom | Eŭropo       | Europa      |
| dz                        | zz          | Ezzom   | edzo         | marito      |
| ks                        | x           | Textom  | teksto       | testo       |
| kv                        | cù          | Acùom   | akvo         | acqua       |

Le tre ultime combinazioni sono possibili soltanto all'interno di radice.

### Nuova Lettera
La lettera Œ (minuscolo: œ) si pronuncia come il danese "ø", il tedesco "ö" o il francese "eu".

### Differenze tra le 16 regole dell'esperanto
16 regole dell'esperanto

#### Regola 1
L'articolo determinativo non esiste. Ma si può usare ityu (quello/a). L'articolo indefinito è unn ("uno", che è all'incirca come il "qualcuno","iu" nel moderno Esperanto)

#### Regola 2
I sostantivi terminano:
al nominativo in om al singolare e oy al plurale.
all'accusativo in on al singolare e oyn al plurale.
al dativo in od al singolare e oyd al plurale - il dativo risponde a "al + nominativo" in Esperanto.
al genitivo in es al singolare e eys al plurale - il genitivo risponde a "de + nominativo" in Esperanto, ma solo quando "de" indica il possesso o la relazione.
Il sostantivo è sempre scritto in maiuscolo.

#### Regola 3
Gli aggettivi terminano per "a" e si declinano come i sostantivi (am, ay, an, aym, ad, ayd, es, eys). Il comparativo è composto dalla parola plid (più), il superlativo da pluy.

#### Regola 4
I numerali sono unn, dux, trid, cùar, cùin, sis (o ses), sep, oc, naù, tzent, mill, milyon. I numeri si compongono come in Esperanto.

#### Regola 5
I pronomi personali sono i seguenti:
| Pronomi in italiano        | Pronomi in esperanto          | Nominativo | Accusativo | Dativo | Genitivo | Aggettivo Possessivo |
| -------------------------- | ----------------------------- | ---------- | ---------- | ------ | -------- | -------------------- |
| io                         | mi                            | mihi       | mihin      | mihid  | mihes    | miham                |
| tu                         | ci                            | tu         | tuin       | tuid   | tues     | tuam                 |
| egli                       | li                            | lùi        | lùin       | lùid   | lùies    | lùiam                |
| ella                       | ŝi                            | eshi       | eshin      | eshid  | eshies   | eshiam               |
| egli/ella (sesso neutrale) | "ŝli", li/ŝi (sekse neŭtrala) | egui       | eguin      | eguid  | eguies   | eguiam               |
| esso/essa                  | ĝi                            | eghi       | eghin      | eghid  | eghies   | eghiam               |
| noi                        | ni                            | nos        | nosin      | nosid  | noses    | nosam                |
| voi                        | vi                            | wos        | wosin      | wosid  | woses    | wosam                |
| loro                       | ili                           | ilùi       | ilùin      | ilùis  | ilùies   | ilùiam               |
| sé                         | si                            | sihi       | sihin      | sihid  | sihes    | siham                |

Oni ("si" impersonale) in generale diventa un prefisso: onestat (oni estas), onmanghat (oni manĝas).

#### Regola 6
Le desinenze dei verbi sono le seguenti:
| Passato | Presente | Futuro | Condizionale | Imperativo | Esempio        | Traduzione      |
| ------- | -------- | ------ | ------------ | ---------- | -------------- | --------------- |
| -ims    | -ams     | -oms   | -ums         | -u         | (mihi) estams  | io sono         |
| -is     | -as      | -os    | -us          | -u         | (tu) manghos   | tu mangerai     |
| -it     | -at      | -ot    | -ut          | -u         | eshi pharu     | faccia (lei)    |
| -iims   | -aims    | -oims  | -uims        | -uy        | (nos) stziiims | noi sapemmo     |
| -iis    | -ais     | -ois   | -uis         | -uy        | (wos) scribuis | voi scrivereste |
| -iit    | -ait     | -oit   | -uit         | -uy        | ilùi hawuy     | abbiano (loro)  |

Infinito: -ir anziché "-i" (pharir), tranne se l'ultima vocale  è "e" o "i" l'infinito termina per -ar (criar, obear).
Le desinenze del participio non cambiano e si aggiungono come in Esperanto.

#### Regola 7
Gli avverbi finiscono per "œ".

#### Regola 8
Tutte le preposizioni reggono il nominativo, eccetto del ("de" o "da") dopo di cui si mette il genitivo ,
grez ("dank' al", grazie a) e malgrez ("malgraŭ", malgrado) dopo di cui ci deve essere il dativo.

#### Regola 9
A causa delle combinazioni di lettere non tutte le parole si leggono come si scrivono.

#### Regola 10
L'accento è sempre sulla penultima sillaba, senza eccezioni.

#### Regola 11
Le parole composte si formano di solito senza vocale collegata, ma con un trattino o unite dalla vocale "o" (ma non "om")

#### Regola 12
La negazione ned(œ), vicino ad altre negazioni, non è messa.

#### Regola 13
Il moto a luogo è espresso del dativo

#### Regole che non cambiano
14, 15, 16

### Altre differenze grammaticali
- Tu è usato comunemente ( al contrario di "ci" in Esperanto). Wos si usa con le persone plurali.
- Poiché le desinenze verbali sono abbastanza diverse, è consigliato (secondo l'autore stesso) non usare i pronomi.
- I correlativi subiscono i seguenti cambiamenti:

"ki-" diventa cuy
"ti-" diventa ity-
"i-" diventa hey-
"nen-" diventa nemy-
"ĉi-" diventa chey-
altri- è relativo ad "ali-" cioè ad "altro".
"-o" diventa -om
"-a" diventa -am
"-am" diventa -ahem
"-e" diventa -œ
"-om" diventa -ohem
"-u", "-el", "-al" e "-es" restano invariati.
Non prendono la maiuscola vicino ai sostantivi.
Esempi: ityu Wirom (tiu viro = quell'uomo); cheyes Proprazhom (ĉies propraĵo = proprietà di tutti); cuyuyn Waroyn wendas? (kiujn varojn vi vendas? = quali merci vendi?)
- La particella "ĉi" diviene il prefisso is- (ĉi tiu = isityu) mentre "ajn" diventa il suffisso -die (ie ajn = heyœdie).
- Si può omettere "ĉu" se il tono della voce basta.
- A causa della moltiplicazione dei casi, si possono ancora maggiormente invertire le parti della frase piuttosto che in Esperanto.
- È possibile più spesso evitare i contrari creati con la struttura "mal-" quando esistono neologismi dallo stesso significato (mawam, cioè male, è meglio di malbonam).
- Salvo creare confusione, l'elisione (e qualche volta il collegamento) può avvenire in qualsiasi parola.

Esempio: "ad" + "wos" = adwos (a voi); "nosam" + "Oculoy" = nos'Oculoy (i nostri occhi)
- I nomi stranieri non si possono declinare. Perciò è stata introdotta una nuova preposizione no, che riceve l'opportuno suffisso anziché il sostantivo. In Esperanto esiste la preposizione "na", che è all'incirca simile ma indeclinabile.

Esempio: Nella frase Yamen spektiims non "Trid Musqueditoy" (Noi abbiamo già visto i "Tre Moschettieri"); no riceve l'accusativo (-n) al posto del titolo del film.
No può ugualmente ricevere il dativo (-d) e/o il plurale (-y) e anche il genitivo (l'autore non chiarisce molto se no divenga nes o noes, ma probabilmente diventa nes perdendo la -o come sostantivo).
- I 9 seguenti suffissi sono stati modificati:

| Esperanto | Arcaicam Esperantom         |
| --------- | --------------------------- |
| aĉ        | acch                        |
| ad        | ir (suffisso dell'infinito) |
| ĉj        | cch                         |
| ebl       | ibil                        |
| ec        | esc                         |
| end       | emd                         |
| iĝ        | izz                         |
| in        | inn                         |
| ind       | imd                         |

Il prefisso "eks" si scrive ex come la preposizione ex '"el".
- La maggioranza delle parole terminanti in "aŭ" prendono la finale "ez"

### Altre parole mutate

#### Particelle
- adiaŭ: adiez (addio)
- al: ad(i) (a, verso)
- almenaŭ: almenez (almeno)
- ambaŭ: ambez (ambedue)
- ankaŭ: anquez (anche)
- ankoraŭ: ancorez (ancora)
- anstataŭ: anstatez (anziché)
- antaŭ (luogo): antez (prima, davanti)
- antaŭ (tempo): prezz (prima, fa)
- apenaŭ: apenez (a malapena)
- aŭ: aù(die) (o, oppure)
- baldaŭ: baldez (presto, a breve)
- ĉe: chez (a casa di, presso)
- ĉirkaŭ: chirquez (circa, attorno)
- ĉu: chu(des)  -  ĉu vere?: werœ?  -  ĉu ne?: phalsœ? (in italiano "ĉu" non si traduce, ma è una particella che si mette all'inizio delle frasi interrogative che avranno per risposta o "sì" o "no")
- da: del (1) (di, da - si usa per le misure)
- dank' al: grez o dancu (grazie a)
- de: del (2) (di)
- des: deste (quanto - usato nel comparativo di maggioranza)
- do: des o die (quindi)
- dum: dum(quez) (mentre, durante)
- eĉ: eche (addirittura)
- ekde: ab(u) (da, a partire dal)
- ekster: extrum (fuori da)
- el: ex (di, da - materia e moto da luogo circoscritto)
- en: in (in)
- ĝis: ghisquez (fino a)
- hieraŭ: hierez (ieri)
- hodiaŭ: hodiez (oggi)
- ja: yad (appunto)
- jam: yamen (già)
- je: iyed (preposizione neutra)
- jen: yemen (ecco)
- jes: ayest (sì)
- ju: yud (tanto - usato nel comparativo di uguaglianza)
- ĵus: zhused (appena - tempo)
- kaj: ed (e)
- kontraŭ: contrez (contro)
- kun: cum (con)
- kvankam: cùanquez (malgrado)
- kvazaŭ: cùazes (come se)
- laŭ: selez (secondo, lungo)
- malantaŭ (luogo): postez (dopo, dietro)
- malantaŭ (tempo): post (dopo, poi)
- malgraŭ: malgrez (malgrado)
- mem: memes (stesso - non nel senso di medesimo)
- morgaŭ: morguez (domani)
- ne: ned(œ) (no, non)
- nepre: nepred (in ogni caso)
- plej: pluy (il più - superlativo)
- pli: plid (più - comparativo)
- plu: plud (più - comparativo)
- po: pod (a ciascuno, volte)
- post (luogo): postez (dopo, dietro)
- post (tempo): post (dopo, poi)
- preskaŭ: presquez (quasi)
- preter: predor (a fianco di)
- pri: prid (su, a proposito di)
- pro: pru (per, a causa di)
- sen: sonz (senza)
- sub: sobez (sotto)
- supre: suprez (in alto)
- sur: sobrez (sopra)
- tre: trez (molto)

#### Altre Parole
- Fraŭlo: Scùirom (celibe)
- Fraŭlino: Damselom (nubile)
- iri: irrir - per non confonderlo con il suffisso ir (andare)
- ktp: etc. (ecc.)
- Senjoro: Sinyorom (signore)
- Sinjoro: Mesirom (signore)
- Sinjorino: Damom (signora)
- t.e. (tio estas): ite. (cioè)
- Tutte le altre parole sono invariate, tranne per i cambi ortografici.

## Esempi
- Salutoyn cheyuyd! Cuyel phartais wos? (Ciao a tutti! Come state?)
- Lùi Biawistoqueys wenat. (Lui viene da Białystok)
- Cuyel nomizzas? (Come ti chiami?)
- Nomizzams Petrus (Mi chiamo Pietro)
- (Mihi) ityon bonœ comprenams. (Lo comprendo bene)
- Tempom phughat. (Il tempo fugge) -- Virgilio
- Amom cheyon wencat. (L'amore vince tutto) -- Virgilio
- Ityel pasat Mondes Glorom. (Così passa la gloria del mondo)
- Ritmom estat in Tempom cuyom estat Simetrom in Spatzom. (Il ritmo è nel Tempo che è Simmetria nello Spazio) -- Cicerone
- Wenims, widims, wenquims. (Venni, vidi, vinsi) -- Giulio Cesare

Patrom Nosam
Patrom nosam, cuyu estas in Chielom,
Estu sanctiguitam Tuam Nomom.
Wenu Tuam Regnom,
Plenumizzu Tuam Wolom,
Cuyel in Chielom, ityel anquez sobrez Terom.
Nosid donu hodiez Panon nosan cheyutagan,
Ed nosid pardonu nosayn Pecoyn,
Cuyel anquez nos ityuyd cuyuy contrez nos pecait pardonaims.
Ed nosin ned conducu in Tentod,
Sed nosin liberigu ex Mawom.
Amen.
Romeus ed Yulieta
Sed haltu: cuyam Lumom ityun Phenestron
Traradiat? Yemen orientom,
Ed Yulieta memes Sunom estat!
Lewizzu, belam Sunom, ed mortigu
Enwian Lunon, cuyu tristœ palat,
Char tu, Serwantom eshiam, yamen
Plid belam ol eshi memes estas. Ned estu plud
Eshiam Serwantom, se eshi tuin enwiat:
Eshiam westalam Robom werdam
Ed malsanetzam estat, ed solœ Pholuloy
Wolontœ eghin portait.  Eghin phorjetu.
Yemen Damom miham; ho, yemen Amom miham!
Se solœ ityon eshi stziut!